# Chakushin Ari: Final
Chakushin Ari: Final (en japonés, 着信アリ: final) (titulada: One Missed Call 3 en Estados Unidos, Llamada perdida: Final en España y Una llamada perdida 3 en México) es una película japonesa de terror, tercera secuela de Chakushin Ari protagonizada por Maki Horikita, Meisa Kuroki y Jang Geun Suk y la participación antagónica principal de Karen Oshima otras participaciones antagónicas incluyen a Itsuji Itao, Miho Amakawa, Kazuma Yamane, Mami Hashimoto y Takashi Yamagata.

## Sinopsis
Asuka es abusada físicamente por sus compañeros de clase, tras lo cual decide suicidarse, pues ya no puede soportar más daño. Durante una excursión a Corea del Sur de la clase de Asuka uno de los jóvenes recibe un mensaje de texto en su teléfono móvil. El mensaje tiene fecha del futuro y viene acompañado de una foto que muestra su propia muerte por estrangulamiento. Uno a uno de los estudiantes irán muriendo en horribles y extrañas circunstancias tras recibir la llamada, ¿será la venganza de Asuka hacia ellos?

## Reparto
- Maki Horikita como Asuka Matsuda.
- Meisa Kuroki como Emiri Kusama.
- Jang Geun Suk como Ahn Jinwo.
- Erika Asakura	como Minori Yazawa.
- Yû Kamiwaki como Mari Shimazaki.
- Rie Tsuneyoshi como Natsuko Takanashi.
- Arisa Naito como Yuki Fukabo.
- Rakuto Tochihara como Shinichi Imahara.
- Kazuma Yamane como Teruya Mikami.
- Takashi Yamagata como Takehiro Koizumi.
- Takanori Kawamoto como Kôhei Takei.
- Yûta Ishida como Kensuke Hisamoto.
- Mami Hashimoto como Mizue Kawanaka.
- Miho Amakawa como Azusa Kusunoki.
- Sora Matsumoto como Miho Shinokawa.
- Ayumi Takahashi como Tomoka Manabe.
- Suna Ikeda como Kyoko Sasaki.
- Ryu Morioka como Hiroyuki Tsukamoto.
- Kenichi Okana como Hideki Kobayashi.
- Haruki Itabashi como Akihiko Matsuno.
- Yuta Murakami como Tohru Akaike.
- Ryoto Iwai como Kyoto.
- Ryu Harakawa como Estudiante.
- Chika Yada como Kaede Tachibana.
- Haruno Inoue como Akiko Toyama.
- Mayu Sato como  Megumi Fujisawa.
- Yuki Takayasu como Yuri Nishikirai.
- Mina Obata como Yoko Takayama.
- Yoshiko Noda como  Maestra: Misaki Sonoda
- Itsuji Itao como Profesor: Yoshitaka Kibe.
- Karen Oshima como Mimiko Mizunuma.

## Doblaje
| Personaje      | Actor/Actriz original | Actor/Actriz de doblaje | Actor/Actriz de doblaje |
| -------------- | --------------------- | ----------------------- | ----------------------- |
| Emiri Kusama   | Meisa Kuroki          | Xóchil Ugarte           | ???                     |
| Ahn Jinwo      | Jang Keun-suk         | Jesús Barrero           | N/A                     |
| Mari Shimazaki | Yu Kamiwaki           | Mayra Arellano          | ???                     |
| Azusa Kusunoki | Miho Amakawa          | Mariana Ortiz           | ???                     |
| Yoshitaka Kibe | Itsuji Itao           | Jesús Barrero           | Luis Espinosa           |
| Kôhei Takei    | Takanori Kawamoto     | Ernesto Lezama          | Víctor Martínez         |
| Insertos       | N/A                   | Leonardo García         | ???                     |